# 1000-km-Rennen von Paris 1962

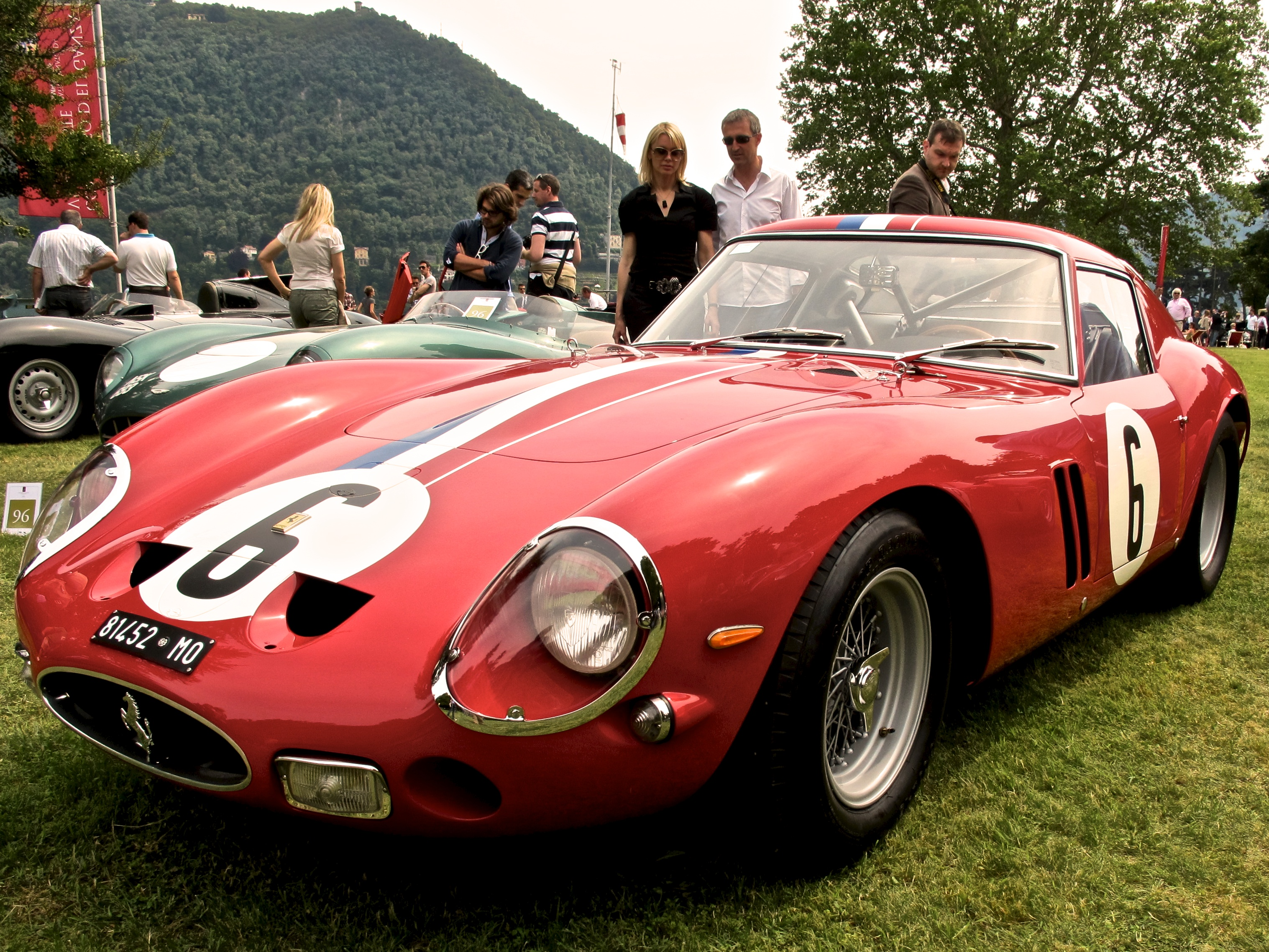
Ferrari 250 GTO mit der Originalstartnummer 6; Jean Guichet und Pierre Noblet erreichten mit diesem Wagen den vierten Rang in der Gesamtwertung

Das vierte  1000-km-Rennen von Paris, auch 1000 km de Paris, Montlhéry, fand am 21. Oktober 1962 auf dem Autodrome de Linas-Montlhéry statt. Das Rennen war der 15. Wertungslauf der Sportwagen-Weltmeisterschaft dieses Jahres.

## Das Rennen
Die Veranstaltung 1962 war das dritte 1000-km-Rennen in Montlhéry in Folge. Nachdem das Langstreckenrennen 1956 ins Leben gerufen wurde, hatte die Veranstalter in den Folgejahren Schwierigkeiten die für ein Rennen notwendigen finanziellen Mittel zu beschaffen. Erst 1960 gab es eine Fortsetzung und 1961 bekam das Rennen erstmals den Status eines Meisterschaftslaufs. Der 1960 eingeführte FIA-GT-Cup wurde Ende 1961 wieder eingestellt. Ein Teil der von dieser Meisterschaft umfassten GT-Rennen ging in der Sportwagen-Weltmeisterschaft 1962 auf. Dazu zählte auch das 1000-km-Rennen von Paris, das damit erstmals als Weltmeisterschaftslauf ausgefahren wurde.
Die Rennstrecke von Linas-Montlhéry war auch in den 1960er-Jahren tückisch und bei vielen Fahren gefürchtet. Die Steilkurven waren nach wie vor am oberen Rand mangelhaft gesichert und hatten einen holprigen Belag. Die Zu- und Abfahrt, die das Oval mit dem Straßenkurs verbanden, waren eng und teilweise von einer 1 Meter hohen Mauer begrenzt. Im Oval wurde stets in der Mitte der Strecke gefahren, da er obere Rand viel zu unsicher war. Eine Woche nach dem Tod von Henri Oreiller, der bei der Coupe du Salon tödlich verunglückte, kam mit Paul Armagnac (Beim Training am 20. Oktober) ein weiterer Fahrer zu Tode. Der Unfall von Armagnac ähnelte dem Todessturz von Oreiller. Auch er verlor Ausgang der Steilkurve vor Start-und-Ziel die Herrschaft über das Rennfahrzeug, schleuderte quer über die Straße und schlug hart in eine Barriere. Armagnac wurde aus dem Wagen geschleudert und lag mit mehreren Knochenbrüchen auf der Rennbahn. Obwohl er rasch in die Klinik von Linas gebracht werden konnte, erlag er zwei Tage nach dem Unfall seinen schweren Verletzungen.
1962 wiederholte das mexikanische Brüderpaar Pedro und Ricardo Rodríguez seinen Erfolgs aus dem Vorjahr. Diesmal vor den beiden Briten John Surtees und Mike Parkes, die wie die Rodríguez-Brüder einen Ferrari 250 GTO fuhren.

## Ergebnisse

### Schlussklassement
| 1               | GT + 2.0 | 1  | North American Racing Team        | Pedro Rodríguez Ricardo Rodríguez  | Ferrari 250 GTO                 | 129 |
| 2               | GT + 2.0 | 11 | Maranello Concessionaires Ltd.    | John Surtees Mike Parkes           | Ferrari 250 GTO                 | 128 |
| 3               | GT + 2.0 | 15 | Scuderia SSS Republica di Venezia | Ludovico Scarfiotti Colin Davis    | Ferrari 250 GT SWB Drogo        | 127 |
| 4               | GT + 2.0 | 6  | Jean Guichet                      | Jean Guichet Pierre Noblet         | Ferrari 250 GTO                 | 125 |
| 5               | GT + 2.0 | 2  | Equipe Nationale Belge            | Lucien Bianchi Willy Mairesse      | Ferrari 250 GTO                 | 122 |
| 6               | GT + 2.0 | 17 | André Simon                       | André Simon Georges Berger         | Ferrari 250 GT SWB              | 121 |
| 7               | GT 2.0   | 21 | Gerhard Koch                      | Herbert Linge Gerhard Koch         | Porsche 356B Carrera Abarth GTL | 118 |
| 8               | GT 2.0   | 22 | Ben Pon                           | Ben Pon Rob Slotemaker             | Porsche 356B Carrera Abarth GTL | 117 |
| 9               | GT 1.3   | 33 | Abarth                            | Hans Herrmann Mauro Bianchi        | Abarth-Simca 1300 Bialbero      | 116 |
| 10              | GT 1.3   | 37 | Team Elite                        | John Wagstaff Gil Baird            | Lotus Elite                     | 115 |
| 11              | EXP 1.0  | 42 | Lotus France                      | José Rosinski Bernard Consten      | Lotus 23                        | 112 |
| 12              | GT 1.3   | 34 | Scuderia Sant Ambroeus            | Giancarlo Sala Alfonso Thiele      | Alfa Romeo Giulietta SZ         | 110 |
| 13              | EXP 1.0  | 45 | René Bonnet                       | Robert Bouharde Jean Vinatier      | René Bonnet Djet                | 108 |
| 14              | EXP 1.0  | 48 | Claude Bobrowski                  | Claude Bobrowski Frank Ruata       | Fiat-Abarth 1000                | 107 |
| 15              | GT 1.3   | 51 | Ernst Furtmayr                    | Ernst Furtmayr Hans-Dieter Dechent | Alfa Romeo Giulietta SZ         | 105 |
| 16              | GT 1.3   | 35 | Scuderia Sant Ambroeus            | Romolo Rossi Giampiero Biscaldi    | Alfa Romeo Giulietta            | 105 |
| 17              | GT 2.0   | 24 | Guy Savoye                        | Guy Savoye Claude Savoye           | Morgan Plus 4                   | 100 |
| 18              | GT 2.0   | 23 | Robert Buchet                     | Edgar Barth Robert Buchet          | Porsche 356B Carrera Abarth GTL | 100 |
| 19              | GT 1.3   | 32 | Abarth                            | Lorenzo Bandini Tommy Spychiger    | Abarth-Simca 1300 Bialbero      | 92  |
| 20              | EXP 1.0  | 41 | Panhard & Levassor                | André Guilhaudin Alain Bertaut     | CD Panhard Dyna                 | 91  |
| Disqualifiziert |          |    |                                   |                                    |                                 |     |
| 21              | GT + 2.0 | 3  | Equipe Nationale Belge            | Jean Blaton Léon Dernier Guy Ancez | Ferrari 250 GTO                 | 122 |
| Ausgefallen     |          |    |                                   |                                    |                                 |     |
| 22              | GT 1.3   | 31 | Abarth                            | Roger Delageneste Jean Rolland     | Abarth-Simca 1300 Bialbero      | 90  |
| 23              | GT 1.3   | 40 | Equipe Nationale Belge            | Georges Harris Claude Dubois       | Abarth-Simca 1300 Bialbero      | 70  |
| 24              | GT + 2.0 | 16 | Scuderia SSS Republica di Venezia | Nino Vaccarella Carlo-Maria Abate  | Ferrari 250 GTO                 | 50  |
| 25              | GT + 2.0 | 14 | Scuderia SSS Republica di Venezia | Edgar Berney Juan Manuel Bordeu    | Ferrari 250 GTO                 | 40  |
| 26              | GT 1.3   | 38 | Zourab Tchkotoua                  | Zourab Tchkotoua Tommy Hitchcock   | Alfa Romeo Giulietta            | 40  |
| 27              | GT 1.3   | 39 | Abarth                            | Jo Schlesser Gianni Balzarini      | Abarth-Simca 1300 Bialbero      | 40  |
| 28              | GT + 2.0 | 9  | Essex Racing Stable               | Jim Clark John Whitmore            | Aston Martin DB4 GT Zagato      | 30  |
| 29              | GT 1.3   | 36 | Team Elite                        | Trevor Taylor Clive Hunt           | Lotus Elite                     | 30  |
| 30              | GT + 2.0 | 12 | Kalman von Csazy                  | Kalman von Csazy Hubert            | Ferrari 250 GTO                 | 21  |
| 31              | GT 1.3   | 53 | Equipe Nationale Belge            | Andre Welcker Firmin Dauwe         | Lotus Elite                     | 20  |
| 32              | GT 1.3   | 52 | Equipe Nationale Belge            | Henri Quernette Gustave Gosselin   | Lotus Elite                     | 1   |
| 33              | EXP 1.0  | 46 | Abarth                            | Ernst Prinoth Peter Nöcker         | Fiat-Abarth 1000                | 1   |
| 34              | EXP 1.0  | 47 | Abarth                            | Roger Masson Herbert Demetz        | Fiat-Abarth 1000                | 1   |
| Nicht gestartet |          |    |                                   |                                    |                                 |     |
| 35              | GT 1.3   | 25 | Claude Bobrowski                  | Claude Bobrowski Frank Ruata       | Abarth-Simca 1300 Bialbero      | 1   |
| 36              | EXP 1.0  | 44 | René Bonnet                       | Paul Armagnac Gérard Laureau       | René Bonnet Djet                | 2   |

1 nicht gestartet
2 tödlicher Unfall von Armagnac im Training

### Nur in der Meldeliste
Hier finden sich Teams, Fahrer und Fahrzeuge, die ursprünglich für das Rennen gemeldet waren, aber aus den unterschiedlichsten Gründen daran nicht teilnahmen.
| Pos. | Klasse   | Nr. | Team         | Fahrer                          | Chassis                    |
| ---- | -------- | --- | ------------ | ------------------------------- | -------------------------- |
| 37   | GT + 2.0 | 7   |              | Piero Frescobaldi Cesare Fiorio | Lancia Aurelia             |
| 38   | GT + 2.0 | 8   |              | Luigi Cabella                   | Lancia Aurelia             |
| 39   | GT + 2.0 | 10  | Jean Kerguen | Jean Kerguen Jacques Dewez      | Aston Martin DB4 GT Zagato |
| 40   | GT + 2.0 | 18  | David Piper  | David Piper Joseph Siffert      | Ferrari 250 GTO            |
| 41   | EXP 1.0  | 43  | Lotus        | Peter Arundell Mike Spence      | Lotus 23                   |

### Klassensieger
| Klasse   | Fahrer          | Fahrer            | Fahrzeug                        | Platzierung im Gesamtklassement |
| -------- | --------------- | ----------------- | ------------------------------- | ------------------------------- |
| GT + 2.0 | Pedro Rodríguez | Ricardo Rodríguez | Ferrari 250 GTO                 | Gesamtsieg                      |
| GT 2.0   | Herbert Linge   | Gerhard Koch      | Porsche 356B Carrera Abarth GTL | Rang 7                          |
| GT 1.3   | Hans Herrmann   | Mauro Bianchi     | Abarth-Simca 1300 Bialbero      | Rang 9                          |
| EXP 1.0  | José Rosinski   | Bernard Consten   | Lotus 23                        | Rang 11                         |

### Renndaten
- Gemeldet: 41
- Gestartet: 34
- Gewertet: 20
- Rennklassen: 4
- Zuschauer: unbekannt
- Wetter am Renntag: warm und trocken
- Streckenlänge: 7,784 km
- Fahrzeit des Siegerteams: 6:21:58,700 Stunden
- Gesamtrunden des Siegerteams: 129
- Gesamtdistanz des Siegerteams: 1004,136 km
- Siegerschnitt: 157,727 km/h
- Pole Position: Pedro Rodríguez – Ferrari 250 GTO (#1) – 2:51,400
- Schnellste Rennrunde: Willy Mairesse – Ferrari 250 GTO (#2) – 2:52,300 = 162,637 km/h
- Rennserie: 15. Lauf zum Sportwagen-Weltmeisterschaft 1962